# Aguirre, der Zorn Gottes
Aguirre, der Zorn Gottes (en Hispanoamérica, Aguirre, la ira de Dios; en España, Aguirre, la cólera de Dios) es una película coproducción alemana-mexicana-peruana de 1972 de drama histórico, escrita y dirigida por Werner Herzog y con Klaus Kinski en el papel principal. Coproducida por entidades culturales alemanas, mexicanas y peruanas, narra el viaje del explorador español Lope de Aguirre y un grupo de conquistadores a través del río Amazonas en busca de El Dorado, una región de la Amazonia que, según leyendas de la época, albergaba ingentes reservas de oro.
Partiendo de una historia minimalista y de diálogos rudimentarios, Aguirre recrea una visión de la locura y la irracionalidad que sirve de contrapunto a la riqueza exuberante pero implacable de la selva amazónica. Aunque basada libremente en la figura histórica del explorador español, la historia principal es ficticia, como reconocería años más tarde el propio director. Algunos de los personajes y de las tramas podrían estar inspiradas en el relato de Gaspar de Carvajal sobre la expedición por el Amazonas, aunque él no participó en el viaje representado en la película.
La cinta se filmó en la selva amazónica peruana durante cinco semanas. El reparto y el equipo hubieron de escalar montañas, talar pesados árboles para abrir rutas en la selva y utilizar balsas construidas por los nativos para atravesar los rápidos del río. Este contexto de tensión exacerbó la tormentosa relación personal y profesional que venían manteniendo Herzog y Kinski a lo largo de toda su carrera.
Aguirre, der Zorn Gottes recibió el reconocimiento de la crítica. Varios críticos de cine la han certificado como una obra maestra, y aparece en la lista de las cien mejores películas de todos los tiempos elaborada por la revista Time. Sus elementos narrativos y su estilo visual ejercieron una fuerte influencia en la película Apocalypse Now, de Francis Ford Coppola.

## Argumento
La trama arranca el día de Navidad de 1560. Un grupo de conquistadores españoles comandado por Gonzalo Pizarro (Alejandro Repullés) y un centenar de indígenas marchan desde el recién conquistado imperio incaico en los Andes hacia las selvas del este en busca del legendario reino de El Dorado. El día de Nochevieja, la expedición agota sus provisiones, lo que complica su aventura. Ante esta situación, Pizarro ordena a un grupo de cuarenta hombres reconocer el terreno y obtener recursos explorando el río mediante la construcción de balsas. Si esta delegación no volviera en el plazo de una semana se los consideraría perdidos. Pizarro elige para esta tarea a Pedro de Ursúa (Ruy Guerra) como comandante del convoy, a Lope de Aguirre (Klaus Kinski) como su segundo al mando, al representante de la familia real española Fernando de Guzmán (Peter Berling) y al hermano Gaspar de Carvajal (Del Negro) para extender la palabra de Dios. También acompañan a la expedición, en contra de la opinión de Pizarro, la prometida de Ursúa, Inés de Atienza (Helena Rojo), y la hija adolescente de Aguirre, Flores (Cecilia Rivera).
La expedición de reconocimiento parte el 4 de enero. El 6 de enero, durante su viaje por el río, una de las balsas se ve atrapada en un remolino, ante la imposibilidad del resto del grupo de rescatar a sus pasajeros. A la mañana siguiente, la embarcación aparece con su tripulación muerta a flechazos y tres desaparecidos. Ursúa propone rescatar los cadáveres para su entierro. Sabiendo que esto ralentizaría la expedición, Aguirre sugiere a Perucho, uno de los hombres, que los cañones se están oxidando y que lo dispare contra la balsa para que los cuerpos se pierdan en la corriente.
Por la noche, la crecida barre las balsas restantes. El 7 de enero, una vez que el plazo establecido para la misión llega a su fin, Ursúa decide regresar al grupo de Pizarro. No obstante, Aguirre lidera un motín contra el comandante y les recuerda a sus hombres que Hernán Cortés conquistó un imperio en México gracias a haber desobedecido una orden directa. La sublevación tiene éxito, Aguirre hiere a Ursúa y coacciona a los soldados para que elijan a Guzmán como nuevo líder de la expedición y emperador del nuevo país. Ursúa es condenado a muerte, pero, ante la sorpresa de Aguirre, Guzmán le indulta a cambio de desposeerle de los bienes que le pudieran corresponder en la expedición, que pasarían mitad a la Iglesia y mitad a los mejores hombres de Guzmán.
El grupo continúa su trayecto, esta vez en una embarcación de mayor tamaño recién construida. El 21 de enero, una pareja indígena se acerca tranquila en canoa y es capturada. Cuando el hombre muestra su confusión ante un ejemplar de La Biblia, el hermano Carvajal ordena su muerte por blasfemia. Fernando de Guzmán, ya proclamado emperador del grupo, se alimenta de las pocas provisiones que les quedan, mientras los hombres mueren de hambre, y ordena expulsar de la barca al único caballo de la expedición debido a que le molesta. Poco después, Guzmán es encontrado estrangulado cerca de la letrina. Tras la muerte de éste, Aguirre se proclama líder y, al día siguiente, ordena desembarcar en tierra para ahorcar a Ursúa. Tras la muerte de su prometido, Inés camina hacia la selva hasta desaparecer. El grupo ataca un pueblo indio, donde varios soldados mueren por las flechas y las lanzas de los nativos que se defendían.
El 1° de febrero, la moral del grupo está por los suelos. El 22 de febrero la situación es crítica y ya no es posible ir a tierra pues la crecida del río ha inundado kilómetros de selva. De nuevo en la embarcación, los hombres, a causa del hambre, empiezan a delirar; algunos mueren. Tras una serie de ataques finales, realizados por desconocidos, los supervivientes mueren víctimas de las flechas, entre ellos Flores de Aguirre. Solo su padre se mantiene con vida, mientras la barcaza, infestada de monos, va a la deriva. La película finaliza con un enloquecido Lope de Aguirre solo sobre la balsa, donde indica su deseo de gobernar el nuevo continente con su hija como esposa.

## Reparto
| Actores principales - Klaus Kinski como Lope de Aguirre, lugarteniente de Pedro de Ursúa - Del Negro como el sacerdote Gaspar de Carvajal - Peter Berling como don Fernando de Guzmán, representante de la familia real española - Ruy Guerra como Pedro de Ursúa, comandante de la expedición - Helena Rojo como Inés de Atienza, prometida del comandante Ursúa | Actores secundarios - Cecilia Rivera como Flores de Aguirre, hija adolescente de Lope de Aguirre - Alejandro Repullés como Gonzalo Pizarro, explorador y líder del destacamento - Daniel Ades como el soldado Perucho - Armando Polanah como el soldado Armando - Edward Roland como el esclavo Okello |

## Producción
La idea de la película surgió después de que un amigo prestara a Herzog un libro sobre aventureros históricos. Después de leer una página sobre Lope de Aguirre, el cineasta comenzó a concebir la historia. Creó la mayoría de los detalles de la trama y los personajes, a pesar de que hizo uso de algunos caracteres históricos. El director declaró más tarde que el objetivo de filmar Aguirre, der Zorn Gottes era el de crear una película comercial, diferente a sus anteriores trabajos, que estaban destinados a una porción reducida del público.
El proyecto dispuso de un presupuesto de 370 000 dólares, si bien un tercio del total hubo de destinarse al protagonista.

### Guion
Herzog escribió el guion él solo en dos días y medio. Gran parte de este fue escrito durante un viaje en autobús a Viena con su equipo de fútbol. Sus compañeros se emborracharon después de ganar un partido y uno de ellos vomitó en varias páginas del manuscrito, por lo que su autor lo arrojó por la ventana. Luego afirmaría que no pudo recordar todas las cosas que había escrito.
La película fue filmada siguiendo el guion, salvo algunas diferencias. En la escena en la que Pizarro ordena a Ursúa dirigir la nueva expedición el guion señalaba que también le encomendaba descubrir el paradero de la peregrinación de Francisco de Orellana, desaparecido sin dejar rastro años antes. Más tarde, según el guion, Aguirre y sus hombres encuentran un barco con los cadáveres de los soldados de Orellana y luego otra embarcación, vacía, en la copa de un árbol. Sin embargo, Herzog eliminó las referencias a Orellana de la película y la secuencia del barco atrapado en las ramas aparece como una alucinación.
La conclusión era muy distinta del guion. El director comentó: «Solo recuerdo que el final de la película era totalmente diferente. La balsa lograba salir al mar abierto y era arrastrada de nuevo hacia el interior debido a las corrientes del Amazonas. Al final un loro grita: “El Dorado, El Dorado”».

### Herzog y Kinski
La primera elección de Herzog para el papel de Aguirre fue el actor Klaus Kinski. Se habían conocido varios años antes, cuando el joven actor residió en la misma pensión que la familia de Herzog durante tres meses. Las violentas y desquiciadas reacciones del intérprete dejaron una impresión duradera en el director. Años más tarde, Herzog recordó al volátil actor y supo que era el único que podía interpretar al loco Aguirre, por lo que le envió una copia del guion. «Entre las tres y las cuatro de la mañana, sonó el teléfono», recordó Herzog. «Me tomó por lo menos un par de minutos para darme cuenta de que era Kinski el origen de aquellos inarticulados gritos. Después de una hora, me di cuenta de que le resultaba fascinante el guion y quería ser Aguirre», agregó el director.
Desde el comienzo de la producción, el director y el intérprete discutieron sobre la manera más adecuada de retratar al protagonista. Kinski quería interpretar a un «salvaje, loco y desvariado», mientras que Herzog quería algo «más tranquilo y más amenazador». Con el fin de obtener el rendimiento deseado, antes de rodar el cineasta enfurecía de manera deliberada al actor. Una vez que este mostraba su rabia, Herzog aprovechaba para comenzar a grabar.
En una ocasión, irritado por el ruido provocado por miembros del reparto y del equipo mientras jugaban a las cartas, Kinski les disparó hasta tres veces; una de ellas llegó a darle en el dedo a uno de los extras. 
El actor amenazó con abandonar el rodaje después de que Herzog se negara a despedir a un asistente de sonido; sin embargo, cambió de opinión cuando el director le dijo que si lo hacía le dispararía en la cabeza y luego se suicidaría. Kinski relataría más tarde que el realizador le apuntó con un arma de fuego; no obstante, este lo ha negado en repetidas ocasiones y señaló que solo fue una amenaza verbal, en un intento desesperado para evitar que dejara la filmación.

### Rodaje

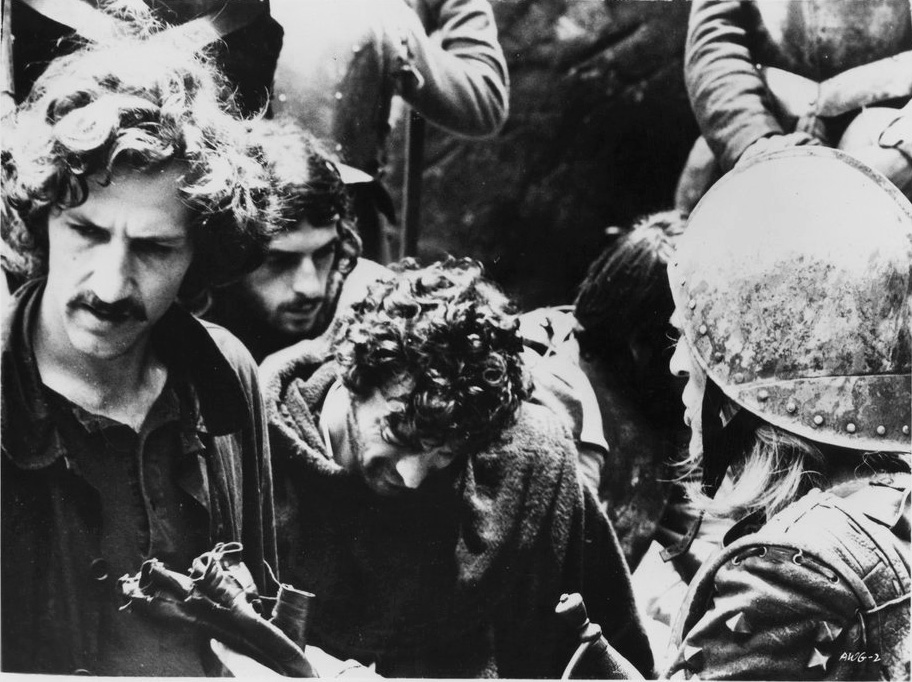
Herzog, Del Negro y Kinski durante el rodaje de la película.

El rodaje tuvo lugar en la selva peruana, Machu Picchu y los afluentes del río Amazonas en la región del Ucayali. Tras nueve meses de planificación, dio comienzo la filmación, que se prolongó durante cinco semanas y se realizó según el orden cronológico de la narración, con la intención de que el elenco acusara los efectos de la exploración.
Todos los actores pronunciaron sus parlamentos en inglés. Los miembros del reparto y el equipo provenían de dieciséis países y este idioma era el único en común. Herzog pensó que si filmaba en ese idioma mejoraría las posibilidades de que la película se distribuyera a nivel internacional. Sin embargo, una vez finalizada la producción, la película fue doblada al alemán. Herzog reveló que Kinski exigía demasiado dinero por la sesión de doblaje, así que la voz del protagonista fue grabada por otro.
El escaso presupuesto impidió el uso de dobles o de efectos especiales sofisticados. El reparto y el equipo tuvieron que escalar montañas, caminar entre la frondosa selva y atravesar los ríos con balsas construidas por los nativos. Entre los contratiempos, destaca el de una fuerte tormenta que destruyó todas las balsas. La inundación fue incorporada en la historia.
Herzog filmó con una cámara que había robado de la Escuela de Cine de Múnich. Años más tarde, comentó:

Era una simple cámara de 35mm que ya había utilizado en muchas otras películas, así que no lo considero un robo. Para mí era una necesidad. Tenía una especie de derecho natural para utilizar esa herramienta. Si necesitas aire para respirar y estás encerrado en una habitación, tienes que tomar un martillo y un cincel y romper la pared. Es tu derecho.

Para obtener los monos que necesitaría en la última escena, el director encargó 400 ejemplares a los nativos, por lo que les adelantó la mitad del dinero. Los indígenas capturaron los simios, pero los vendieron a otros postores extranjeros. Al enterarse, Herzog se hizo pasar por veterinario y exigió que los animales fueran vacunados como requisito para ser embarcados; así pudo recuperarlos y filmar la escena, antes de devolverlos a la selva.

### Música
La banda sonora de la película fue interpretada por Popol Vuh, una banda alemana de rock progresivo y krautrock. El tecladista Florian Fricke formó el grupo en 1970 y había conocido a Herzog años antes. Fricke apareció en el primer largometraje del director, Signos de vida (1968), donde realizó el papel de un pianista. Aguirre, der Zorn Gottes sería la primera de numerosas colaboraciones entre la agrupación y el cineasta.
La «hipnótica música» de Popol Vuh recibió la aclamación de la crítica. Nick Neyland, de Pitchfork, comentó: «La sinergia entre Herzog y Fricke viene de un lugar donde la maldad, la belleza y la excelencia están compitiendo por el mismo espacio». Wilson Neate, de Allmusic, escribió: «El motivo central de la película mezcla el sonido de un sintetizador Moog y las espectrales voces conjuradas por el melotrón de Florian Fricke, que logran algo sublime en el verdadero sentido de la palabra. El poder de la secuencia de apertura debe tanto a la música de Popol Vuh como a la puesta en escena del director».
Herzog explicó cómo se creó el sonido coral: «Utilizamos un extraño instrumento al que denominamos “coro-órgano”. Tenía en su interior tres docenas de cintas diferentes que corrían paralelas entre sí en bucles. Todas esas cintas sonaban al mismo tiempo y había un teclado que podías tocar y que generaba un sonido similar a la voz humana, pero al mismo tiempo muy artificial e inquietante».
En 1975, Popol Vuh publicó el álbum Aguirre. Aunque suele ser acreditada como la banda sonora del largometraje, de las seis pistas solo dos, «Aguirre I (L'Acrime Di Rei)» y «Aguirre II», aparecieron en la película. Los cuatro temas restantes habían sido grabados entre 1972 y 1974.

## Recepción

### Lanzamiento

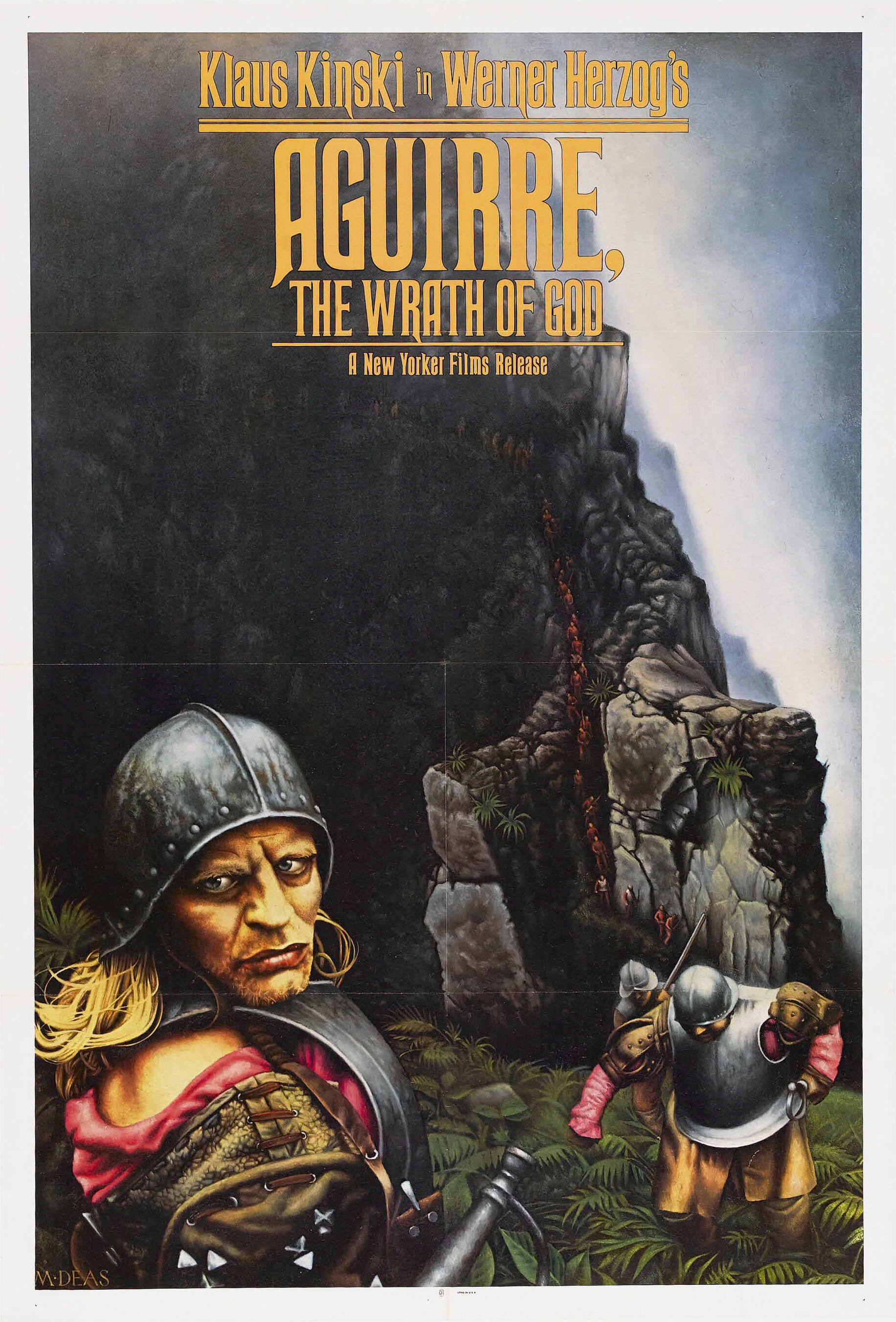
Cartel estadounidense, obra de en.

La película fue producida en parte por la cadena de televisión alemana Hessischer Rundfunk, que la emitió el día de su estreno en los cines teutones. Herzog justificó esta decisión por la relativa fría acogida del film en su país de origen. Sin embargo, fuera de Alemania se convirtió en un «formidable fenómeno de culto», en especial en «países como México, Venezuela o Argelia». Por su parte, en París estuvo quince meses en cartelera.  En Estados Unidos no sería hasta 1977 cuando llegara a los cines, de la mano de la distribuidora New Yorker Films.

### Respuesta crítica
En Alemania, el diario Süddeutsche Zeitung la describió como una «pintura de color bañada con violencia física en movimiento». Por otra parte, el Frankfurter Allgemeine Zeitung calificó la interpretación de Kinski como «demasiado teatral» para encarnar la ira de Dios.
En Reino Unido y Estados Unidos la película recibió reseñas positivas tras su estreno. Vincent Canby, crítico de The New York Times, la catalogó como «absolutamente impresionante», y añadió: «Herzog observa con objetividad todas las actuaciones. Se mantiene frío. No toma partido. Incluso puede llegar a tomárselo como algo trivial. Es un poeta que constantemente nos sorprende con yuxtaposiciones inesperadas. [...] Es una obra espléndida e inquietante». Richard Schickel, de la revista Time, opinó que el director «concede a la audiencia el honor de descubrir por sí misma los signos de ceguera, las obsesiones, las sobrias alucinaciones que sutilmente va diseminando por la pantalla». Schickel alabó además las interpretaciones, en especial la de Kinski en el papel principal, «gloriosamente fotografiado por Thomas Mauch». Fernando Lara, de la revista Tiempo de historia, señaló que la cinta «no se ajusta a la ortodoxia de los hechos» y que «gracias a la capacidad estilística de Herzog, a su poder para proponer imágenes que nos resultan nuevas y diferentes, dicho ambiente mítico se le ofrece al espectador en su plenitud, con hallazgos tan espléndidos como el comienzo y el desenlace de la película».

### Legado
A través de los años, la reputación de la película ha ido en aumento. J. Hoberman, de Village Voice, escribió que «no es solo una gran película, sino una esencial. El tercer largometraje de Herzog es una cinta histórica a la vez que una magnífica metáfora social». Roger Ebert, del Chicago Sun-Times, la añadió en su lista de mejores películas y según él, «Werner Herzog es el más visionario y el más obsesionado con los grandes temas. No quiere contar una historia trazada o grabar diálogos divertidos; él quiere alzarnos a sus reinos de maravilla». En una encuesta de 2002 realizada por Sight & Sound, Ebert, el crítico Nigel Andrews y el director Santosh Sivan la situaron en su top 10 de los mejores largometrajes. También fue incluida en el recuento de las 100 mejores películas por parte de la revista Time. La revista Entertainment Weekly la situó en el puesto cuarenta y seis en su lista de las mejores películas de culto. Por su parte, la revista Empire la posicionó en el número dieciséis de los mejores 100 largometrajes del mundo.
Aguirre, der Zorn Gottes recibió varios premios cinematográficos de prestigio. En 1973, obtuvo un Deutscher Filmpreis en la categoría de mejor cinematografía; además, logró una nominación a la mejor película y Kinski otra al mejor actor. En 1976, el sindicato francés de críticos de cine la eligió como la mejor película extranjera y logró una nominación como mejor película extranjera en la primera edición de los premios César. Al año siguiente, la Sociedad Nacional de Críticos de Cine de Estados Unidos le otorgó un galardón en la categoría de mejor cinematografía.
La cinta Apocalypse Now (1979), dirigida por Francis Ford Coppola y basada en la novela El corazón de las tinieblas de Joseph Conrad, está influida por Aguirre, der Zorn Gottes, ya que contiene escenas visuales al parecer inspiradas por la película de Herzog. Coppola destacó que «Aguirre, con su increíble simbolismo, fue una influencia tan fuerte que sería una negligencia si no la mencionara».

### Influencia

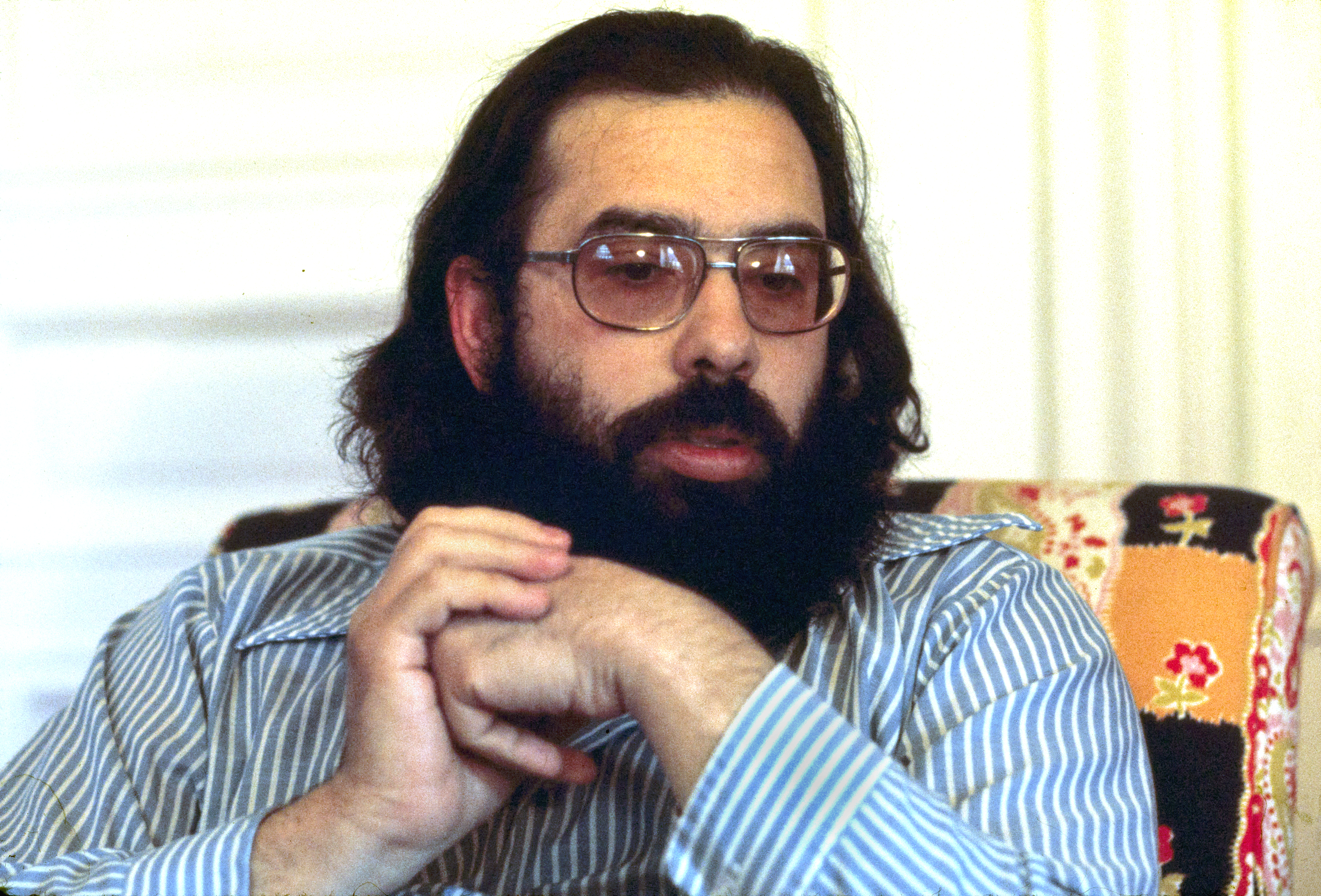
Francis Ford Coppola, en la imagen, destacó la influencia de esta cinta en su película Apocalypse Now.

Varios críticos han remarcado la influencia directa de la cinta sobre otras películas. El articulista Martin Rubin escribió: «Entre los largometrajes fuertemente inspirados por Aguirre se encuentran Apocalypse Now y El nuevo mundo de Terrence Malick (2005)». J. Hoberman, de Village Voice, coincidió con Rubin: «La influencia de la sui géneris amazónica de Herzog es algo de lo que El nuevo mundo no se debe desprender». La cadena británica Channel 4 señaló que tanto su estilo como narrativa pueden encontrarse en cintas tan diversas como Apocalypse Now, La misión (1986), Depredador (1987) y The Blair Witch Project (1999).